# Momentum Quarterly

Logo der Zeitschrift

Momentum Quarterly ist eine wissenschaftliche Open-Access-Zeitschrift, die viermal im Jahr zum Ende eines Quartals erscheint.

## Organisation
Die interdisziplinäre Zeitschrift – gegründet 2012 – will eine engere diskursive und inhaltliche Verknüpfung zwischen Wissenschaft und Politik herstellen. Geleitet wird die Zeitschrift von einer geschäftsführenden Redaktion, die zugleich die Funktion des Herausgebers ausübt. Der Redaktion gehören Leonhard Dobusch (Universität Innsbruck), Lukas Lehner (University of Oxford), Astrid Mager (Institut für Technikfolgen-Abschätzung der Österreichischen Akademie der Wissenschaften) und Stefanie Wöhl (Fachhochschule des bfi Wien) an. Redaktionsleiter ist Quirin Dammerer (WU Wien). Die redaktionelle Arbeit wird unterstützt von einem wissenschaftlichen Beirat, der auch für die Qualität und Ausrichtung der Zeitschrift verantwortlich ist. Mitglieder des Beirates sind u. a.:
- Brigitte Aulenbacher, Soziologin, Johannes Kepler Universität Linz
- Christian Fuchs, Informatiker und Sozialwissenschafter, Universität Paderborn
- Rainer Land, Sozial- und Wirtschaftswissenschaftler, Thünen-Institut für Regionalentwicklung in Bollewick
- Birgit Mahnkopf, Politikwissenschaftlerin, Hochschule für Wirtschaft und Recht Berlin
- Ilse Reiter-Zatloukal, Rechtshistorikerin, Universität Wien
- Birgit Sauer, Politikwissenschaftlerin, Universität Wien
- Brigitte Unger, Wirtschafts- und Sozialwissenschaftlerin, Universität Utrecht
- Josef Weidenholzer, Soziologe, Johannes Kepler Universität Linz
- Till van Treeck, Sozialökonom, Universität Duisburg-Essen

Die zur Veröffentlichung eingereichten Manuskripte durchlaufen ein Begutachtungsverfahren. Dabei gilt das Prinzip wechselseitiger Anonymität (double-blind review). Gutachter sind Beiratsmitglieder und externe Experten, die in ihrer Tätigkeit von der Redaktion begleitet werden.
Die in der Open-Access-Zeitschrift veröffentlichten Beiträge sind kostenlos online abrufbar. Die Beiträge stehen unter der Creative Commons Namensnennung 4.0 International Lizenz (CC BY 4.0).